# Daniel Cosgrove
Daniel Thomas Cosgrove est un acteur américain, né le 16 décembre 1970 à New Haven en Connecticut.

## Biographie
Daniel Cosgrove est né à New Haven, dans le Connecticut, et grandit à Branford[réf. nécessaire].
En 1996, il s'installe à New York pour jouer dans le feuilleton télévisé La Force du destin. En 1998, il quitte la série, et déménage à Los Angeles afin de jouer dans  la série télévisée Beverly Hills 90210 dont il garde son rôle jusqu'à la fin de la série en 2000.

### Vie privée
Daniel et Marie Cosgrove se marient le 18 octobre 1997. Ensemble, ils ont quatre enfants[réf. nécessaire].

## Filmographie

### Longs métrages
- 1998 : L'objet de mon affection (The Object of My Affection) de Nicholas Hytner : Un homme
- 1999 : Lucid Days in Hell de John Brenkus : Dean
- 2000 : Artie de Matt Berman : Frank Wilson
- 2001 : Mortelle Saint-Valentin de Jamie Blanks : Campbell Morris
- 2001 : They Crawl (en) de John Allardice : Ted Gage
- 2002 : American Party (National Lampoon's Van Wilder) de Walt Becker : Richard Bagg
- 2007 : Mattie Fresno and the Holoflux Universe de Phil Gallo : David
- 2007 : Party Legends, Pledges and 'Bull'-ies
- 2011 : Jeremy Fink and the Meaning of Life de Tamar Halpern : Herb Muldoun

### Téléfilms
- 2000 : La Cinquième Sœur (Satan's School for Girls) de Christopher Leitch : Mark Lantch
- 2001 : The Way She Moves de Ron Lagomarsino : Jason

### Séries télévisées
- 1996-1998 et 2010-2011 : La Force du destin (All My Children) : Scott Parker Chandler (87 épisodes)
- 1998-2000 : Beverly Hills 90210 : Matt Durning (50 épisodes)
- 2001 : Les Âmes damnées (en) (All Souls) : Dr Brad Sterling (5 épisodes)
- 2002-2009 : Haine et Passion (The Guiding Light) : Harlan Billy 'Bill' Lewis, III / Bill Lewis (268 épisodes)
- 2006 : Dernier Recours (In Justice) : Jon Lemonick (13 épisodes)
- 2007 : Dirty Sexy Money : Freddy Mason (7 épisodes)
- 2009 : Forgotten : John Lucas (saison 1, épisode 6)
- 2010 : The Good Wife : Détective Bryan Murphy (saison 1, épisode 12)
- 2010 : Steamboat : Larry Trout
- 2010 : As the World Turns : Chris Hughes (50 épisodes)
- 2012 : Unforgettable : Chad Martin (saison 1, épisode 13)
- 2013 : Person of Interest : Jeremy Watkins (saison 3, épisode 4)
- 2014-2016 : Des jours et des vies (Days of our Lives) : Aiden Jennings (111 épisodes)
- 2016 : Billions : Dan Margolis (saison 1, épisode 1)
- 2017 : New York, unité spéciale : Dr. Daniel Keller (saison 18, épisode 10)
- 2018 : You : Ron (récurrent)
- 2019: Blacklist : Digby tamerlane (saison 6 épisode 6 )